# 후카미촌 (구마모토현)
후카미촌(일본어: 深海村)은 일본 구마모토현 아마쿠사군에 있던 촌이다. 현재의 아마쿠사시에 해당한다.

## 역사
- 1889년 4월 1일 - 정촌제 시행에 수반해 후카미촌이 단독으로 지자체를 형성하였다.
- 1954년 7월 1일 - 우시부카정, 후타우라촌, 우오누키촌, 구타마촌과 합병해 우시부카시가 성립하였다.

## 참고 문헌
- 「郷土牛深誌」1979年
- 角川日本地名大辞典編纂委員会, 『角川日本地名大辞典 43 熊本県』1987, 角川書店